# شهرستان شمونایخا
شهرستان شمونایخا (به قزاقی: Шемонаиха ауданы، شەمونايحا اۋدانى) یک شهرستان در قزاقستان است که در استان قزاقستان شرقی واقع شده‌است. شهرستان شمونایخا ۴٬۰۰۰ کیلومتر مربع مساحت و ۴۶٬۴۰۹ نفر جمعیت دارد.